# Coseldukaten
Coseldukaten, auch Cosel-Dukaten, sind nach der Gräfin Constantia von Cosel, Mätresse des Kurfürsten August des Starken von Sachsen (1694–1733), benannte, im Dukatengewicht geprägte Spielmarken mit erotisch konnotierter Darstellung. Sie wurden in Varianten geprägt und kommen auch als Abschlag in Silber vor.
Die Coseldukaten sind nicht mit den Coselgulden zu verwechseln, 1705–1707 herausgegebenen silbernen Gulden und somit echten Münzen.

## Geschichtliche Zusammenhänge

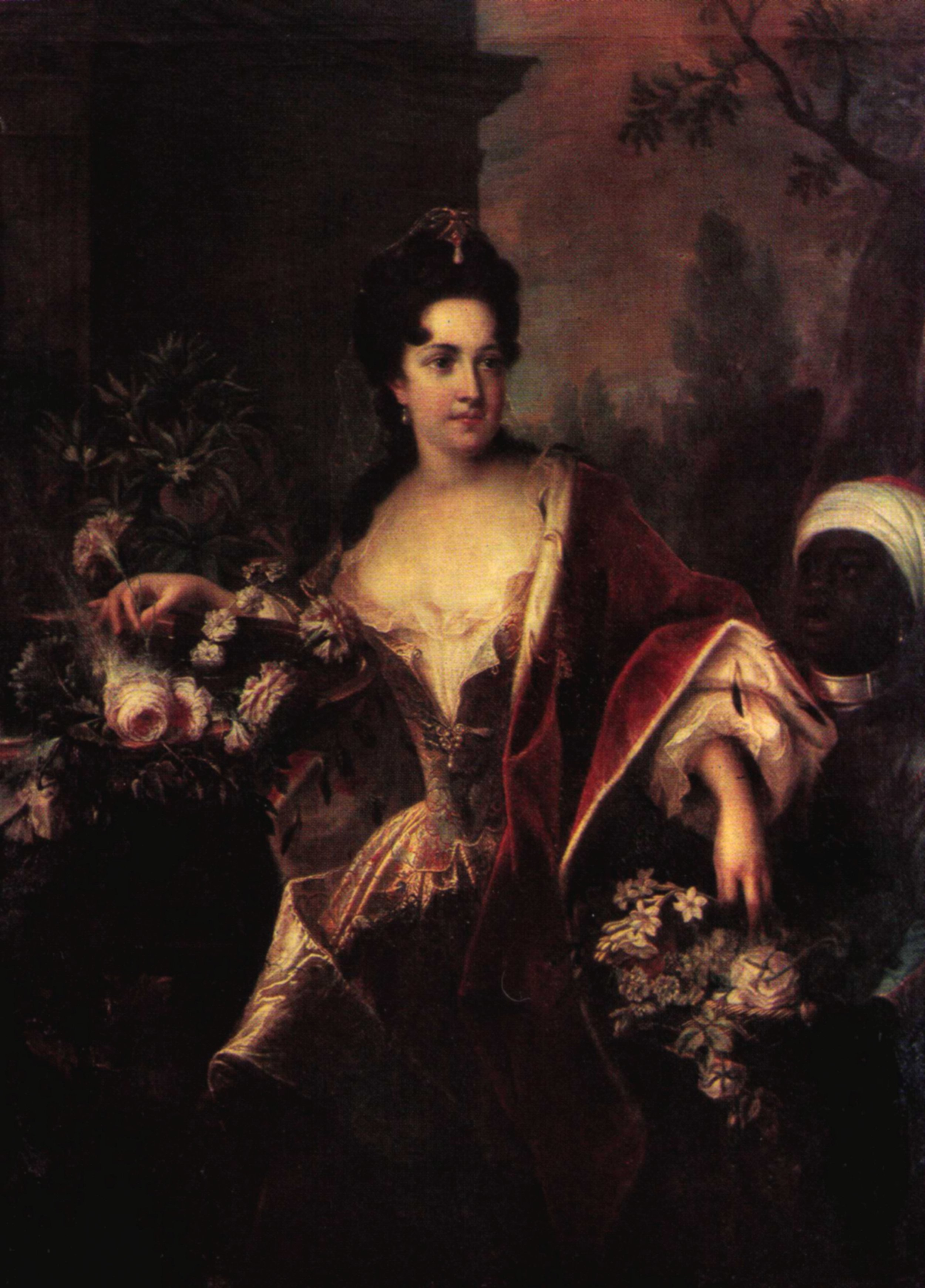
Porträt der Gräfin Cosel von 1705. Nach ihr sind die Coseldukaten benannt

### Wie es zur Namensgebung gekommen sein soll
Gräfin Cosel „war unzweifelhaft eine der schönsten und geistreichsten Frauen ihrer Zeit, hochgebildet und besonders in der französischen Literatur sehr bewandert“. Die Gunst des sächsischen Kurfürsten und polnischen Königs hatte sie zur Ansammlung eines großen Vermögens genutzt. Die kluge und raffinierte Mätresse August des Starken war wegen ihrer Herrsch- und Eifersucht sowie ihrer Einmischungsversuche in die Politik jedoch in Ungnade gefallen und hatte sich die Minister, insbesondere Jacob Heinrich von Flemming, zu Feinden gemacht. Das führte schließlich zu ihrem Sturz.
Die Coseldukaten beziehen sich laut Legenden auf die Liaison August des Starken, König von Polen und Kurfürst von Sachsen, mit seiner Mätresse Anna Constantia Reichsgräfin von Cosel, geborene von Brockdorff. Den Namen erhielten die Stücke wahrscheinlich schon mit ihrer Ausgabe. Es ist jedoch unwahrscheinlich, dass die Coseldukaten aus der Zeit der Liaison des Königs mit der Gräfin stammen.
Die in Varianten geprägten Stücke bringen zum Ausdruck, dass für einen Mann, der vom Pfeil des Liebesgottes Amor getroffen wurde und jede Vorsicht und Vernunft fahren lässt, der Tag kommen könnte, an dem er als Geschlagener und Verlierer vom Feld zieht.
Die Coseldukaten wurden als Spielmarken (Jetons) geprägt und in Kreisen am Dresdner Hof verwendet. Die Jetons aus Gold wurden mitunter auch als Dukaten bezeichnet, weil sie Dukatengewicht haben.

### Erklärung nach Paul Arnold
Der langjährige Direktor des Münzkabinetts Dresden, Paul Arnold, schrieb zu den Hintergründen der Prägung der Coseldukaten, die Darstellungen und Legenden seien so obszön, dass August der Starke oder etwa gar die Gräfin Cosel damit nichts zu tun haben könnten. Die Dukaten bezögen sich den Legenden zufolge auf die Liaison Friedrich Augusts mit der Gräfin. Sie seien aber erst nach deren Beendigung, also während der Gefangenschaft der Cosel nach 1716, ausgegeben worden. Die Urheber der Gepräge sieht Paul Arnold in Kreisen am sächsischen Hof, die der Gräfin nicht wohlgesinnt waren und die auch nichts mit August dem Starken zu tun hatten. „Jedenfalls“, so Paul Arnold, „haben die Cosel-Gulden und die Cosel-Dukaten schon viel Verwirrung gestiftet.“

## Beschreibung

### Überblick

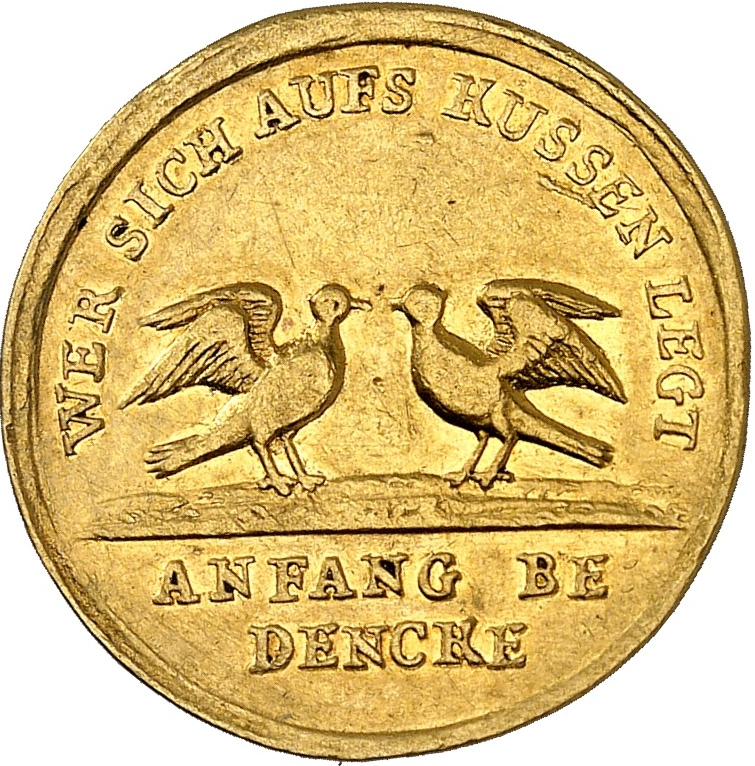
Coseldukaten, Vorderseite, Gold, 3,47 g

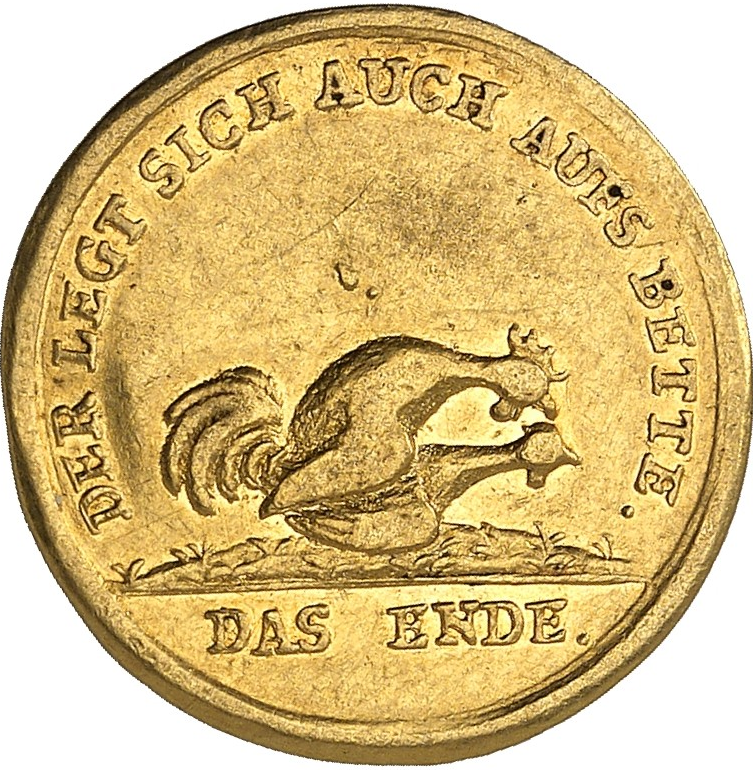
Rückseite

Der abgebildete goldene Coseldukaten wurde ohne Jahreszahl und Prägezeichen im Dukatengewicht von 3,47 g geprägt. Der Durchmesser beträgt 22 mm. Das Stück war daher umlauffähig, also ein Dukaten, obwohl es eine Spielmarke und keine Münze ist. Das hier abgebildete Stück zeigt deutliche Abnutzungsspuren, sei es als Spielmarke oder als Dukaten. Als Prägeort kommt die Münzstätte Dresden in Betracht. Die Münzstätte Leipzig war von 1714 bis 1752 geschlossen.

### Vorderseite
Das Prägebild der Vorderseite zeigt zwei sich schnäbelnde Tauben und die Umschrift: WER SICH AUFS KÜSSEN LEGT – Im Abschnitt: ANFANG BE/DENCKE –

### Rückseite
Die Rückseite zeigt einen Hahn, der eine Henne tritt, und die Umschrift: DER LEGT SICH AUCH AUFS BETTE. Im Abschnitt: DAS ENDE.
Vorder- und Rückseite im Zusammenhang gelesen: WER SICH AUFS KÜSSEN LEGT – DER LEGT SICH AUCH AUFS BETTE. / ANFANG BEDENCKE – DAS ENDE.

### Varianten
Bekannte Varianten sind:
- Wie im Bild, jedoch in Silber[13]
- Spieljeton in Gold (Dukaten), Amor über ein Herz auf einem Podest sitzend: WENN DV NICHT TREU etc. Rückseite Hahn, die Henne tretend. PAR COMPLAISANCE[14]
- Wie vorher, jedoch in Silber und VMSONST statt PAR COMPLAISANCE auf der Rückseite.[15]

Anmerkung:
Außer dem abgebildeten Coseldukaten gibt es noch weitere Gepräge in diesem besonderen Zusammenhang: die Schmetterlingstaler, eine Münzserie August des Starken aus der Zeit der Liaison Friedrich Augusts mit der Gräfin Cosel, sowie die Coselgulden. Sie geben zumindest teilweise Rätsel auf. Die Fragen sind u. a., ob die Schmetterlingstaler auf höheren Befehl geprägt wurden und ob die Coselgulden so ausgeführt werden sollten oder die Erscheinung im Münzbild der Rückseite, der Zentrierpunkt, auf einer Zufälligkeit beruht. Das Rätsel um die Schmetterlingstaler ist jedenfalls noch ungelöst.